# Мінаматська конвенція про ртуть
Мінама́тська конве́нція про рту́ть — міждержавний договір, спрямований на захист здоров'я людей і довкілля від антропогенних викидів і вивільнень ртуті і її сполук, які можуть призводити до отруєння ртуттю. Названа на честь міста Мінамата у Японії, де наприкінці 1950 років ртуттю, яка містилася у промислових стічних водах отруїлися майже 2 тисячі людей, багато з них померли.
Згідно з Конвенцією повинне регулюватися використання ртуті, скорочуватися виробництво деяких ртуть-містких приладів (медичних, люмінесцентних ламп). Також обмежується ряд промислових процесів і галузей, у тому числі гірничодобувна (особливо непромислове видобування золота), виробництво цементу.
З 2020 року конвенція забороняє виробництво, експорт та імпорт декількох різних ртутьмістких видів продукції, у тому числі електричних батарей, електричних вимикачів і реле, деяких видів компактних люмінесцентних ламп (КЛЛ), люмінесцентних ламп з холодним катодом або із зовнішнім електродом, ртутних термометрів і приладів вимірювання тиску.

## Історія
Ртуть і її сполуки давно відомі як токсичні для людини і інших живих організмів. Масштабні кризи, пов'язані з отруєнням ртуттю, такі як Мінаматська катастрофа, отруєння в Іраку, і Niigata Minamata disease, привернули увагу до проблеми.
У 1972 році перед делегатами Стокгольмської конференції з Human Environment виступив студент Shinobu Sakamoto, що став інвалідом внаслідок того, що його мати під час вагітності отруїлася метилртуттю.
20 лютого 2009 року на 25-ій Раді керівників ЮНЕП було прийнято рішення 25/5 «ініціювати міжнародні заходи по регулюванню ртуті ефективним, дієвим і послідовним чином».

## Критика
За даними науковців Массачусетського технологічного інституту (США), близько 10 % антропогенних щорічних викидів ртуті в атмосферу — це результат глобальної вирубки лісів. Раніше не було визначено кількісних показників і ця проблема була прихованою або проігнорованою. Модель дослідників показує, що тропічні ліси Амазонії відіграють особливо важливу роль поглинача ртуті, на них припадає близько 30 % глобального процесу (стосується лише суші). Таким чином, стримування вирубки амазонських лісів може мати значний вплив на зменшення забруднення ртуттю. У дослідженні зазначається, що протягом останніх кількох десятиліть вчені в основному зосереджувалися на вивченні вирубки лісів в рамках глобальних викидів CO2. Ртуть, мікроелемент, не отримував такої уваги, частково тому, що роль наземної біосфери в глобальному кругообізі ртуті лише нещодавно була краще визначена кількісно. Відповідно, глобальний договір, а саме Мінаматська конвенція 2013 року, закликає країни скоротити антропогенні викиди, однак вона не розглядає безпосередній вплив на цей процес вирубки лісів.

## Список країн
Список країн, що підписали і ратифікували конвенцію, за станом на вересень 2014 року (105 учасників).
| Країна                           | Підписання        | Ратифікація                     |
| -------------------------------- | ----------------- | ------------------------------- |
| Австралія                        | 10 жовтня 2013    |                                 |
| Австрія                          | 10 жовтня 2013    |                                 |
| Ангола                           | 11 жовтня 2013    |                                 |
| Аргентина                        | 10 жовтня 2013    |                                 |
| Вірменія                         | 10 жовтня 2013    |                                 |
| Бангладеш                        | 10 жовтня 2013    |                                 |
| Бельгія                          | 10 жовтня 2013    |                                 |
| Бенін                            | 10 жовтня 2013    |                                 |
| Білорусь                         | 23 вересня 2014   |                                 |
| Болгарія                         | 10 жовтня 2013    |                                 |
| Болівія                          | 10 жовтня 2013    |                                 |
| Бразилія                         | 10 жовтня 2013    |                                 |
| Буркіна-Фасо                     | 10 жовтня 2013    |                                 |
| Бурунді                          | 14 лютого 2014    |                                 |
| Велика Британія                  | 10 жовтня 2013    |                                 |
| Венесуела                        | 10 жовтня 2013    |                                 |
| В'єтнам                          | 11 жовтня 2013    |                                 |
| Габон                            | 30 червня 2014    | 24 вересня 2014 («Acceptance»)  |
| Гамбія                           | 10 жовтня 2013    |                                 |
| Гаяна                            | 10 жовтня 2013    | 24 вересня 2014                 |
| Гватемала                        | 10 жовтня 2013    |                                 |
| Гвінея                           | 25 листопада 2013 |                                 |
| Греція                           | 10 жовтня 2013    |                                 |
| Грузія                           | 10 жовтня 2013    |                                 |
| Данія                            | 10 жовтня 2013    |                                 |
| Джибуті                          | 10 жовтня 2013    | 23 вересня 2014                 |
| Домініканська Республіка         | 10 жовтня 2013    |                                 |
| Ємен                             | 21 березня 2014   |                                 |
| Європейський Союз                | 10 жовтня 2013    |                                 |
| Замбія                           | 10 жовтня 2013    |                                 |
| Зімбабве                         | 11 жовтня 2013    |                                 |
| Ізраїль                          | 10 жовтня 2013    |                                 |
| Індонезія                        | 10 жовтня 2013    |                                 |
| Ірак                             | 10 жовтня 2013    |                                 |
| Іран                             | 10 жовтня 2013    |                                 |
| Ірландія                         | 10 жовтня 2013    |                                 |
| Іспанія                          | 10 жовтня 2013    |                                 |
| Італія                           | 10 жовтня 2013    |                                 |
| Йорданія                         | 10 жовтня 2013    |                                 |
| Камбоджа                         | 10 жовтня 2013    |                                 |
| Канада                           | 10 жовтня 2013    |                                 |
| Кенія                            | 10 жовтня 2013    |                                 |
| КНР                              | 10 жовтня 2013    |                                 |
| Колумбія                         | 10 жовтня 2013    |                                 |
| Коморські Острови                | 10 жовтня 2013    |                                 |
| Коста-Рика                       | 10 жовтня 2013    |                                 |
| Кот-д'Івуар                      | 10 жовтня 2013    |                                 |
| Кувейт                           | 10 жовтня 2013    |                                 |
| Литва                            | 10 жовтня 2013    |                                 |
| Лівія                            | 10 жовтня 2013    |                                 |
| Люксембург                       | 10 жовтня 2013    |                                 |
| Маврикій                         | 10 жовтня 2013    |                                 |
| Мавританія                       | 11 жовтня 2013    |                                 |
| Мадагаскар                       | 10 жовтня 2013    |                                 |
| Північна Македонія               | 25 липня 2014     |                                 |
| Малаві                           | 10 жовтня 2013    |                                 |
| Малі                             | 10 жовтня 2013    |                                 |
| Марокко                          | 6 червня 2014     |                                 |
| Мексика                          | 10 жовтня 2013    |                                 |
| Мозамбік                         | 10 жовтня 2013    |                                 |
| Молдова                          | 10 жовтня 2013    |                                 |
| Монако                           | 24 вересня 2014   | 24 вересня 2014                 |
| Монголія                         | 10 жовтня 2013    |                                 |
| Непал                            | 10 жовтня 2013    |                                 |
| Нігер                            | 10 жовтня 2013    |                                 |
| Нігерія                          | 10 жовтня 2013    |                                 |
| Нідерланди                       | 10 жовтня 2013    |                                 |
| Нікарагуа                        | 10 жовтня 2013    |                                 |
| Німеччина                        | 10 жовтня 2013    |                                 |
| Нова Зеландія                    | 10 жовтня 2013    |                                 |
| Норвегія                         | 10 жовтня 2013    |                                 |
| ОАЕ                              | 10 жовтня 2013    |                                 |
| Пакистан                         | 10 жовтня 2013    |                                 |
| Панама                           | 10 жовтня 2013    |                                 |
| Парагвай                         | 10 лютого 2014    |                                 |
| Перу                             | 10 жовтня 2013    |                                 |
| Росія                            | 24 вересня 2014   |                                 |
| Румунія                          | 10 жовтня 2013    |                                 |
| Самоа                            | 10 жовтня 2013    |                                 |
| Сейшельські Острови              | 27 травня 2014    |                                 |
| Сенегал                          | 11 жовтня 2013    |                                 |
| Сінгапур                         | 10 жовтня 2013    |                                 |
| Словаччина                       | 10 жовтня 2013    |                                 |
| Словенія                         | 10 жовтня 2013    |                                 |
| США                              | 6 листопада 2013  | 6 листопада 2013 («Acceptance») |
| Сьєрра-Леоне                     | 12 серпня 2014    |                                 |
| Танзанія                         | 10 жовтня 2013    |                                 |
| Того                             | 10 жовтня 2013    |                                 |
| Туніс                            | 10 жовтня 2013    |                                 |
| Уганда                           | 10 жовтня 2013    |                                 |
| Угорщина                         | 10 жовтня 2013    |                                 |
| Уругвай                          | 10 жовтня 2013    | 24 вересня 2014                 |
| Філіппіни                        | 10 жовтня 2013    |                                 |
| Фінляндія                        | 10 жовтня 2013    |                                 |
| Франція                          | 10 жовтня 2013    |                                 |
| Центральноафриканська Республіка | 10 жовтня 2013    |                                 |
| Чехія                            | 10 жовтня 2013    |                                 |
| Чилі                             | 10 жовтня 2013    |                                 |
| Швейцарія                        | 10 жовтня 2013    |                                 |
| Швеція                           | 10 жовтня 2013    |                                 |
| Еквадор                          | 10 жовтня 2013    |                                 |
| Ефіопія                          | 10 жовтня 2013    |                                 |
| ПАР                              | 10 жовтня 2013    |                                 |
| Ямайка                           | 10 жовтня 2013    |                                 |
| Японія                           | 10 жовтня 2013    |                                 |

### Ресурси Інтернету
- Сайт Минаматской конвенции о ртути
- Background to the fifth session of the Intergovernmental Negotiating Committee to prepare a global legally binding instrument on mercury (INC5)(англ.)
- Минаматская конвенция по ртути. Досье ТАСС, 2014

1. ↑  Definition of key terms used in the UN Treaty Collection (англ.). Збірник договорів ООН. Процитовано 2024-06-31.